# Паквуд (Вашингтон)
Паквуд (англ. Packwood) — переписна місцевість (CDP) в США, в окрузі Льюїс штату Вашингтон. Населення — 319 осіб (2020).

## Географія
Паквуд розташований за координатами 46°36′31″ пн. ш. 121°40′13″ зх. д. / 46.60861° пн. ш. 121.67028° зх. д. (46.608523, -121.670267).  За даними Бюро перепису населення США в 2010 році переписна місцевість мала площу 2,58 км², уся площа — суходіл.

### Клімат
| Клімат : Паквуд         | Клімат : Паквуд | Клімат : Паквуд | Клімат : Паквуд | Клімат : Паквуд | Клімат : Паквуд | Клімат : Паквуд | Клімат : Паквуд | Клімат : Паквуд | Клімат : Паквуд | Клімат : Паквуд | Клімат : Паквуд | Клімат : Паквуд | Клімат : Паквуд |
| Показник                | Січ.            | Лют.            | Бер.            | Квіт.           | Трав.           | Черв.           | Лип.            | Серп.           | Вер.            | Жовт.           | Лист.           | Груд.           | Рік             |
| Абсолютний максимум, °C | 19,4            | 25,0            | 29,4            | 32,2            | 38,9            | 40,0            | 42,2            | 40,6            | 40,6            | 36,1            | 23,9            | 17,2            | 42,2            |
| Середній максимум, °C   | 6,1             | 8,9             | 11,4            | 15,0            | 19,1            | 22,0            | 26,1            | 26,2            | 23,3            | 16,6            | 9,1             | 5,7             | 15,8            |
| Середній мінімум, °C    | −1,5            | −0,8            | 0,4             | 2,5             | 5,4             | 8,6             | 10,6            | 10,4            | 7,1             | 3,6             | 0,7             | −1,2            | 3,8             |
| Абсолютний мінімум, °C  | −22,8           | −18,9           | −16,7           | −6,7            | −6,7            | −2,8            | −2,2            | −1,7            | −5              | −8,3            | −19,4           | −22,2           | −22,8           |
| Норма опадів, мм        | 229             | 152             | 135             | 86              | 65              | 53              | 18              | 27              | 57              | 124             | 225             | 230             | 1401            |
| Днів з опадами          | 17              | 14              | 16              | 14              | 12              | 10              | 4               | 5               | 8               | 13              | 17              | 17              | 147,0           |
| ----------------------- | --------------- | --------------- | --------------- | --------------- | --------------- | --------------- | --------------- | --------------- | --------------- | --------------- | --------------- | --------------- | --------------- |
| Джерело:                |                 |                 |                 |                 |                 |                 |                 |                 |                 |                 |                 |                 |                 |

## Демографія
Згідно з переписом 2010 року, у переписній місцевості мешкали 342 особи в 160 домогосподарствах у складі 100 родин. Густота населення становила 133 особи/км².  Було 267 помешкань (103/км²).
Расовий склад населення:
| - 93,0 % — білих - 1,2 % — корінних американців - 0,6 % — азіатів |

До двох чи більше рас належало 4,7 %. Частка іспаномовних становила 6,1 % від усіх жителів.
За віковим діапазоном населення розподілялося таким чином: 14,0 % — особи молодші 18 років, 58,8 % — особи у віці 18—64 років, 27,2 % — особи у віці 65 років та старші. Медіана віку мешканця становила 52,8 року. На 100 осіб жіночої статі у переписній місцевості припадало 112,4 чоловіків;  на 100 жінок у віці від 18 років та старших — 119,4 чоловіків також старших 18 років.
Середній дохід на одне домашнє господарство  становив 46 207 доларів США (медіана — 60 208), а середній дохід на одну сім'ю — 53 520 доларів (медіана — 61 406). 
Цивільне працевлаштоване населення становило 66 осіб. Основні галузі зайнятості: публічна адміністрація — 57,6 %, сільське господарство, лісництво, риболовля — 36,4 %, освіта, охорона здоров'я та соціальна допомога — 6,1 %.